# Embaixada do Brasil na Cidade da Guatemala
A Embaixada do Brasil na Cidade da Guatemala é a missão diplomática brasileira da Guatemala. A missão diplomática se encontra no endereço, 2ª Avenida 20-13 - Zona 10, Cidade da Guatemala, Guatemala.